# Aude (departement)
Aude [o:d] je departement (fr. département) číslo 11 v jihofrancouzském regionu Okcitánie. Leží na pobřeží Středozemního moře, severně od Pyrenejí. Protéká jím stejnojmenná řeka, podle které je pojmenovaný. Departement Aude bývá též nazýván Země katarů (Pays Cathare).

## Historie
Aude je jedním z 83 departementů vytvořených během Francouzské revoluce 4. března 1790 aplikací zákona z 22. prosince 1789, jako část bývalého kraje Languedoc.

## Geografie

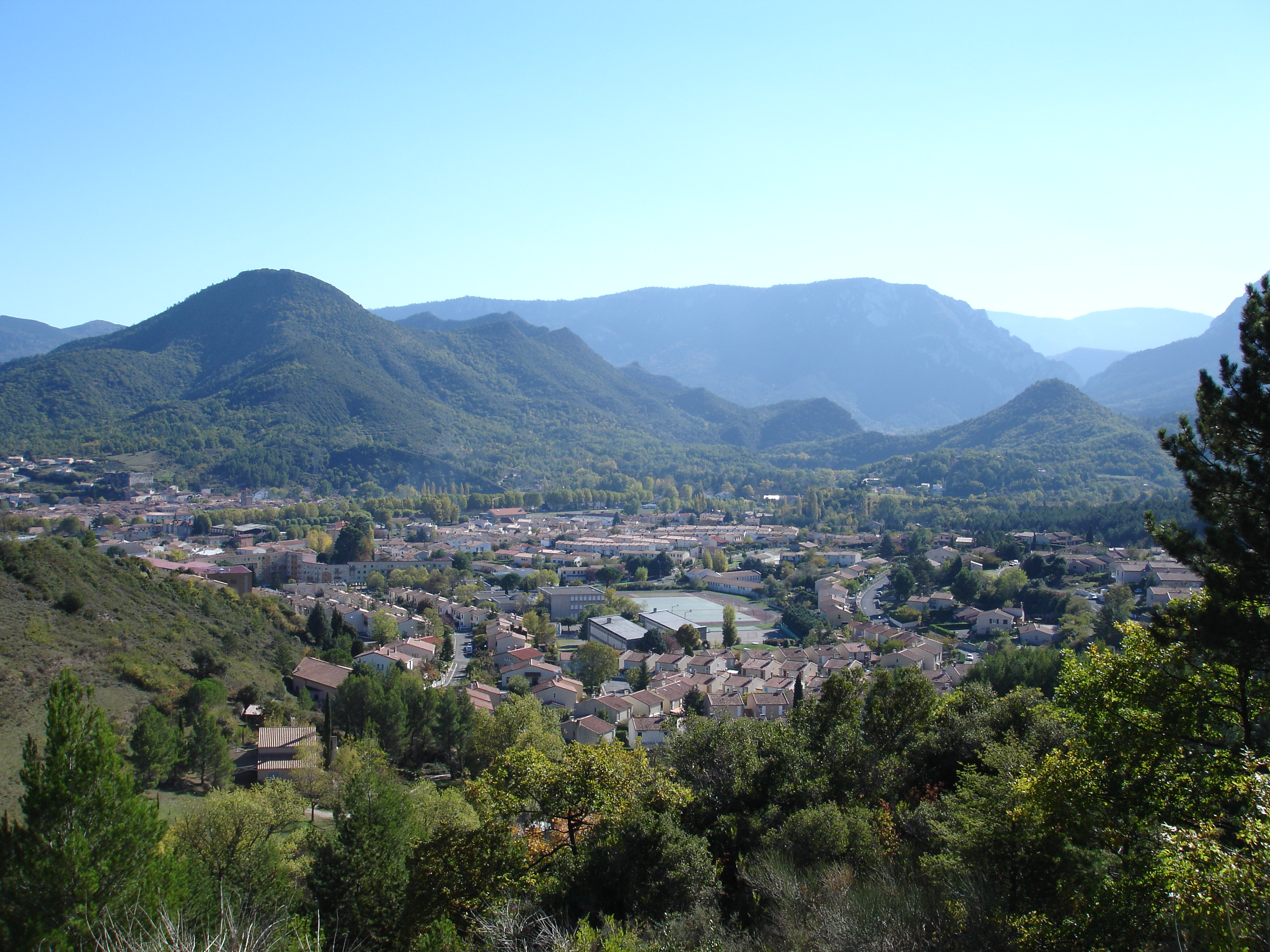
Quillan

Aude je část regionu Languedoc-Roussillon. Sousedí s departementy Pyrénées-Orientales, Ariège, Haute-Garonne, Tarn a Hérault. Na východě je ohraničen Středozemním mořem (Lví záliv) a jižní část zasahuje do Pyrenejí, kde se nachází i nejvyšší vrchol Madrès 2469 m.

## Arrondissementy (okresy)
| Arrondissement | Počet obyvatel (1999) | Rozloha (km²) | Průměrná hustota ob. | Kantony | Obce |
| -------------- | --------------------- | ------------- | -------------------- | ------- | ---- |
| Carcassonne    | 141 890               | 2668          | 53                   | 18      | 207  |
| Limoux         | 41 489                | 1781          | 23                   | 8       | 149  |
| Narbonne       | 126 391               | 1690          | 75                   | 9       | 82   |

## Hospodářství
Nejdůležitějším hospodářským odvětvím jsou vinařství, turistický ruch a báňský průmysl.

## Podnebí
Klimatické podmínky Aude jsou velmi rozdílné, na pobřeží panuje středozemské klima, tj. velmi stálé a slunečné. Směrem do vnitrozemí a k Pyrenejím je chladněji. Západ území již spadá pod vliv Atlantského oceánu.